# Mary H. O'Connor
Mary H. O'Connor (St. Paul, 1º settembre 1872 – Los Angeles, 3 settembre 1959) è stata una sceneggiatrice e attrice statunitense del cinema muto.

## Biografia
Sorella dell'attrice Loyola O'Connor e zia dell'aiuto regista Richard Johnson, fu una delle sceneggiatrici di Intolerance di David Wark Griffith, uno dei capolavori del cinema.

## Filmografia

### Sceneggiatrice
- Thieves, regia di William J. Bauman (1913)
- Tangled Threads, regia di Robert Thornby (1913)
- Back to Eden, regia di Robert Thornby (1913)
- Deception, regia di William J. Bauman (come W.J. Bauman) (1913)
- Sacrifice, regia di Hardee Kirkland (1913)
- Anne of the Golden Heart, regia di Ulysses Davis (1914)
- Romance of Sunshine Alley, regia di Scott Sidney (1914)
- The Old Oak's Secret, regia di Robert Thornby (1914)
- The Ghosts, regia di William J. Bauman (1914)
- Love Will Out, regia di Ulysses Davis (1914)
- A Flower in the Desert, regia di Scott Sidney (1914)
- The Lure of the Mask, regia di Thomas Ricketts (1915)
- The Lonesome Heart, regia di William Desmond Taylor - mediometraggio (1915)
- Up from the Depths
- A Yankee from the West
- A Child of the Surf
- Infatuation, regia di Harry A. Pollard (1915)
- The Penitentes
- Cross Currents, regia di Francis Grandin (Francis J. Grandon) (1915)
- Intolerance, regia di David Wark Griffith (1916)
- Hell-to-Pay Austin
- The House Built Upon Sand, regia di Edward Morrissey - mediometaggio (1916)
- Nina, the Flower Girl
- A Girl of the Timber Claims
- Cheerful Givers, regia di Paul Powell (1917)
- Souls Triumphant
- The Sins of Rosanne
- The Mystery Road, regia di Paul Powell (1921)
- Dangerous Lies (1921)

### Attrice
- Her Faith in the Flag, regia di Robert Thornby (1913)